# Voiture Mark 3
 (avril 2023).
Si vous disposez d'ouvrages ou d'articles de référence ou si vous connaissez des sites web de qualité traitant du thème abordé ici, merci de compléter l'article en donnant les références utiles à sa vérifiabilité et en les liant à la section « Notes et références ».
Les voitures Mark 3 sont des voitures voyageurs développées dans les années 1970 pour concurrencer la voiture et l’avion. Certaines variantes ont émergé, dont une pour le Train royal britannique, et une autre pour l'InterCity 125.